# Цвіркун гігантськоголовий
Цвіркун гігантськоголовий (Brachytrupes megacephalus) — вид прямокрилих комах родини цвіркунів (Gryllidae).

## Поширення
Вид поширений в Північній Африці та на островах Сицилія, Сардинія і Мальта.

## Опис
Досить великий цвіркун, завдовжки до 4 см. Вирізняється дуже великою головою (звідси назва виду megacephalus) і сильними щелепами. Гомілки передніх і задніх ніг озброєні великими зубами, які полегшують копання глибоких ям у піщаних ґрунтах, в яких живуть ці цвіркуни.

## Спосіб життя
Активні вночі. Шлюбний період триває з середини березня до кінця квітня. Після спарювання самці тримають самиць у полоні в своїх норах, поки вони не відкладуть яйця.